# Amtsbezirk Mattighofen
Der Amtsbezirk Mattighofen war eine Verwaltungseinheit im Innkreis in Oberösterreich.
Der Amtsbezirk war der Kreisbehörde in Ried im Innkreis, unterstellt und besorgte deren Amtsgeschäfte vor Ort. Die Zuständigkeit erstreckte sich neben Mattighofen auf die damaligen Gemeinden Auerbach, Feldkirchen, Jeging, St. Johann am Walde, Kirchberg, Lengau, Lochen, Munderfing, Palting-Perwang, Pischelsdorf und Schalchen und umfasste damals zwei Märkte und 295 Dörfer.